# Arubaans voetbalelftal (mannen)
Het Arubaans voetbalelftal is een team van voetballers dat Aruba vertegenwoordigt bij internationale wedstrijden en competities, zoals de kwalificatiewedstrijden voor het WK en in de Caribbean Cup.
De Arubaanse Voetbal Bond (AVB) werd in 1932 opgericht en is aangesloten bij de Caraïbische Voetbalunie (CFU), de CONCACAF en de FIFA (sinds 1988).

## Deelname aan internationale toernooien

### Wereldkampioenschap
Op 24 maart 1996 speelde Aruba zijn eerste kwalificatiewedstrijd voor het Wereldkampioenschap voetbal van 1998. De wedstrijd, gespeeld in Santo Domingo, tegen de Dominicaanse Republiek ging verloren met 2–3. Doelpunten voor Aruba werden gemaakt door Raymond Davelaar en Ryan Malmberg. Ook de thuiswedstrijd ging verloren met 1–3, ook hier scoorde Davelaar een doelpunt. Aruba ging niet door naar de volgende ronde. Ook voor de kwalificatie voor het wereldkampioenschap van 2002 gingen alle wedstrijden verloren. Twee wedstrijden tegen Barbados (1–3 en 0–4).
| Wereldkampioenschap voetbal overzicht | Wereldkampioenschap voetbal overzicht | Wereldkampioenschap voetbal overzicht | Wereldkampioenschap voetbal overzicht | Wereldkampioenschap voetbal overzicht | Wereldkampioenschap voetbal overzicht | Wereldkampioenschap voetbal overzicht | Wereldkampioenschap voetbal overzicht | Wereldkampioenschap voetbal overzicht |
| Jaar                                  | Ronde                                 | Wed.                                  | W                                     | G                                     | V                                     | DV                                    | DT                                    |                                       |
| ------------------------------------- | ------------------------------------- | ------------------------------------- | ------------------------------------- | ------------------------------------- | ------------------------------------- | ------------------------------------- | ------------------------------------- | ------------------------------------- |
| 1998                                  | Niet gekwalificeerd                   | Niet gekwalificeerd                   | Niet gekwalificeerd                   | Niet gekwalificeerd                   | Niet gekwalificeerd                   | Niet gekwalificeerd                   | Niet gekwalificeerd                   |                                       |
| 2002                                  | Niet gekwalificeerd                   | Niet gekwalificeerd                   | Niet gekwalificeerd                   | Niet gekwalificeerd                   | Niet gekwalificeerd                   | Niet gekwalificeerd                   | Niet gekwalificeerd                   |                                       |
| 2006                                  | Niet gekwalificeerd                   | Niet gekwalificeerd                   | Niet gekwalificeerd                   | Niet gekwalificeerd                   | Niet gekwalificeerd                   | Niet gekwalificeerd                   | Niet gekwalificeerd                   |                                       |
| 2010                                  | Niet gekwalificeerd                   | Niet gekwalificeerd                   | Niet gekwalificeerd                   | Niet gekwalificeerd                   | Niet gekwalificeerd                   | Niet gekwalificeerd                   | Niet gekwalificeerd                   |                                       |
| 2014                                  | Niet gekwalificeerd                   | Niet gekwalificeerd                   | Niet gekwalificeerd                   | Niet gekwalificeerd                   | Niet gekwalificeerd                   | Niet gekwalificeerd                   | Niet gekwalificeerd                   |                                       |
| 2018                                  | Niet gekwalificeerd                   | Niet gekwalificeerd                   | Niet gekwalificeerd                   | Niet gekwalificeerd                   | Niet gekwalificeerd                   | Niet gekwalificeerd                   | Niet gekwalificeerd                   |                                       |
| 2022                                  | Niet gekwalificeerd                   | Niet gekwalificeerd                   | Niet gekwalificeerd                   | Niet gekwalificeerd                   | Niet gekwalificeerd                   | Niet gekwalificeerd                   | Niet gekwalificeerd                   | Niet gekwalificeerd                   |
| 2026                                  | Niet gekwalificeerd                   | Niet gekwalificeerd                   | Niet gekwalificeerd                   | Niet gekwalificeerd                   | Niet gekwalificeerd                   | Niet gekwalificeerd                   | Niet gekwalificeerd                   | Niet gekwalificeerd                   |

### CONCACAF Gold Cup
| CCCF-kampioenschap overzicht | CCCF-kampioenschap overzicht | CCCF-kampioenschap overzicht | CCCF-kampioenschap overzicht | CCCF-kampioenschap overzicht | CCCF-kampioenschap overzicht | CCCF-kampioenschap overzicht | CCCF-kampioenschap overzicht | CCCF-kampioenschap overzicht |
| Jaar                         | Ronde                        | Wed.                         | W                            | G                            | V                            | DV                           | DT                           | Kwal                         |
| ---------------------------- | ---------------------------- | ---------------------------- | ---------------------------- | ---------------------------- | ---------------------------- | ---------------------------- | ---------------------------- | ---------------------------- |
| 1955                         | Vijfde                       | 6                            | 2                            | 1                            | 3                            | 9                            | 9                            |                              |
| CONCACAF Gold Cup overzicht  |                              |                              |                              |                              |                              |                              |                              |                              |
| Jaar                         | Ronde                        | Wed.                         | W                            | G                            | V                            | DV                           | DT                           | Kwal                         |
| 1991                         | Geen deelname                | Geen deelname                | Geen deelname                | Geen deelname                | Geen deelname                | Geen deelname                | Geen deelname                | Geen deelname                |
| 1993                         | Teruggetrokken               | Teruggetrokken               | Teruggetrokken               | Teruggetrokken               | Teruggetrokken               | Teruggetrokken               | Teruggetrokken               | Teruggetrokken               |
| 1996                         | Niet gekwalificeerd          | Niet gekwalificeerd          | Niet gekwalificeerd          | Niet gekwalificeerd          | Niet gekwalificeerd          | Niet gekwalificeerd          | Niet gekwalificeerd          | Niet gekwalificeerd          |
| 1998                         | Niet gekwalificeerd          | Niet gekwalificeerd          | Niet gekwalificeerd          | Niet gekwalificeerd          | Niet gekwalificeerd          | Niet gekwalificeerd          | Niet gekwalificeerd          | Niet gekwalificeerd          |
| 2000                         | Niet gekwalificeerd          | Niet gekwalificeerd          | Niet gekwalificeerd          | Niet gekwalificeerd          | Niet gekwalificeerd          | Niet gekwalificeerd          | Niet gekwalificeerd          | Niet gekwalificeerd          |
| 2002                         | Niet gekwalificeerd          | Niet gekwalificeerd          | Niet gekwalificeerd          | Niet gekwalificeerd          | Niet gekwalificeerd          | Niet gekwalificeerd          | Niet gekwalificeerd          | Niet gekwalificeerd          |
| 2003                         | Niet gekwalificeerd          | Niet gekwalificeerd          | Niet gekwalificeerd          | Niet gekwalificeerd          | Niet gekwalificeerd          | Niet gekwalificeerd          | Niet gekwalificeerd          | Niet gekwalificeerd          |
| 2005                         | Teruggetrokken               | Teruggetrokken               | Teruggetrokken               | Teruggetrokken               | Teruggetrokken               | Teruggetrokken               | Teruggetrokken               | Teruggetrokken               |
| 2007                         | Geen deelname                | Geen deelname                | Geen deelname                | Geen deelname                | Geen deelname                | Geen deelname                | Geen deelname                | Geen deelname                |
| 2009                         | Niet gekwalificeerd          | Niet gekwalificeerd          | Niet gekwalificeerd          | Niet gekwalificeerd          | Niet gekwalificeerd          | Niet gekwalificeerd          | Niet gekwalificeerd          | Niet gekwalificeerd          |
| 2011                         | Geen deelname                | Geen deelname                | Geen deelname                | Geen deelname                | Geen deelname                | Geen deelname                | Geen deelname                | Geen deelname                |
| 2013                         | Niet gekwalificeerd          | Niet gekwalificeerd          | Niet gekwalificeerd          | Niet gekwalificeerd          | Niet gekwalificeerd          | Niet gekwalificeerd          | Niet gekwalificeerd          | Niet gekwalificeerd          |
| 2015                         | Niet gekwalificeerd          | Niet gekwalificeerd          | Niet gekwalificeerd          | Niet gekwalificeerd          | Niet gekwalificeerd          | Niet gekwalificeerd          | Niet gekwalificeerd          | Niet gekwalificeerd          |
| 2017                         | Niet gekwalificeerd          | Niet gekwalificeerd          | Niet gekwalificeerd          | Niet gekwalificeerd          | Niet gekwalificeerd          | Niet gekwalificeerd          | Niet gekwalificeerd          | Niet gekwalificeerd          |
| 2019                         | Niet gekwalificeerd          | Niet gekwalificeerd          | Niet gekwalificeerd          | Niet gekwalificeerd          | Niet gekwalificeerd          | Niet gekwalificeerd          | Niet gekwalificeerd          | Niet gekwalificeerd          |
| 2021                         | Niet gekwalificeerd          | Niet gekwalificeerd          | Niet gekwalificeerd          | Niet gekwalificeerd          | Niet gekwalificeerd          | Niet gekwalificeerd          | Niet gekwalificeerd          | Niet gekwalificeerd          |
| 2023                         | Niet gekwalificeerd          | Niet gekwalificeerd          | Niet gekwalificeerd          | Niet gekwalificeerd          | Niet gekwalificeerd          | Niet gekwalificeerd          | Niet gekwalificeerd          | Niet gekwalificeerd          |
| 2025                         | Niet gekwalificeerd          | Niet gekwalificeerd          | Niet gekwalificeerd          | Niet gekwalificeerd          | Niet gekwalificeerd          | Niet gekwalificeerd          | Niet gekwalificeerd          | Niet gekwalificeerd          |

### CONCACAF Nations League
| 2019–20 | B | 6 | 0 | 0 | 6 | 5  | 18 | C |
| 2022–23 | C | 4 | 1 | 1 | 2 | 5  | 5  | C |
| 2023–24 | C | 4 | 4 | 0 | 0 | 14 | 4  | B |
| 2024–25 | B | 6 | 0 | 0 | 6 | 5  | 17 | C |

### Caribbean Cup
| Caribbean Cup overzicht | Caribbean Cup overzicht | Caribbean Cup overzicht | Caribbean Cup overzicht | Caribbean Cup overzicht | Caribbean Cup overzicht | Caribbean Cup overzicht | Caribbean Cup overzicht | Caribbean Cup overzicht |
| Jaar                    | Ronde                   | Wed.                    | W                       | G                       | V                       | DV                      | DT                      |                         |
| ----------------------- | ----------------------- | ----------------------- | ----------------------- | ----------------------- | ----------------------- | ----------------------- | ----------------------- | ----------------------- |
| 1989                    | Niet gekwalificeerd     | Niet gekwalificeerd     | Niet gekwalificeerd     | Niet gekwalificeerd     | Niet gekwalificeerd     | Niet gekwalificeerd     | Niet gekwalificeerd     |                         |
| 1990–1991               | Geen deelname           | Geen deelname           | Geen deelname           | Geen deelname           | Geen deelname           | Geen deelname           | Geen deelname           |                         |
| 1992                    | Niet gekwalificeerd     | Niet gekwalificeerd     | Niet gekwalificeerd     | Niet gekwalificeerd     | Niet gekwalificeerd     | Niet gekwalificeerd     | Niet gekwalificeerd     |                         |
| 1993                    | Teruggetrokken          | Teruggetrokken          | Teruggetrokken          | Teruggetrokken          | Teruggetrokken          | Teruggetrokken          | Teruggetrokken          |                         |
| 1994                    | Teruggetrokken          | Teruggetrokken          | Teruggetrokken          | Teruggetrokken          | Teruggetrokken          | Teruggetrokken          | Teruggetrokken          |                         |
| 1995                    | Niet gekwalificeerd     | Niet gekwalificeerd     | Niet gekwalificeerd     | Niet gekwalificeerd     | Niet gekwalificeerd     | Niet gekwalificeerd     | Niet gekwalificeerd     |                         |
| 1996                    | Geen deelname           | Geen deelname           | Geen deelname           | Geen deelname           | Geen deelname           | Geen deelname           | Geen deelname           |                         |
| 1997                    | Niet gekwalificeerd     | Niet gekwalificeerd     | Niet gekwalificeerd     | Niet gekwalificeerd     | Niet gekwalificeerd     | Niet gekwalificeerd     | Niet gekwalificeerd     |                         |
| 1998                    | Niet gekwalificeerd     | Niet gekwalificeerd     | Niet gekwalificeerd     | Niet gekwalificeerd     | Niet gekwalificeerd     | Niet gekwalificeerd     | Niet gekwalificeerd     |                         |
| 1999                    | Teruggetrokken          | Teruggetrokken          | Teruggetrokken          | Teruggetrokken          | Teruggetrokken          | Teruggetrokken          | Teruggetrokken          |                         |
| 2001                    | Niet gekwalificeerd     | Niet gekwalificeerd     | Niet gekwalificeerd     | Niet gekwalificeerd     | Niet gekwalificeerd     | Niet gekwalificeerd     | Niet gekwalificeerd     |                         |
| 2005                    | Teruggetrokken          | Teruggetrokken          | Teruggetrokken          | Teruggetrokken          | Teruggetrokken          | Teruggetrokken          | Teruggetrokken          |                         |
| 2007                    | Geen deelname           | Geen deelname           | Geen deelname           | Geen deelname           | Geen deelname           | Geen deelname           | Geen deelname           |                         |
| 2008                    | Niet gekwalificeerd     | Niet gekwalificeerd     | Niet gekwalificeerd     | Niet gekwalificeerd     | Niet gekwalificeerd     | Niet gekwalificeerd     | Niet gekwalificeerd     |                         |
| 2010                    | Geen deelname           | Geen deelname           | Geen deelname           | Geen deelname           | Geen deelname           | Geen deelname           | Geen deelname           |                         |
| 2012                    | Niet gekwalificeerd     | Niet gekwalificeerd     | Niet gekwalificeerd     | Niet gekwalificeerd     | Niet gekwalificeerd     | Niet gekwalificeerd     | Niet gekwalificeerd     |                         |
| 2014                    | Niet gekwalificeerd     | Niet gekwalificeerd     | Niet gekwalificeerd     | Niet gekwalificeerd     | Niet gekwalificeerd     | Niet gekwalificeerd     | Niet gekwalificeerd     |                         |
| 2017                    | Niet gekwalificeerd     | Niet gekwalificeerd     | Niet gekwalificeerd     | Niet gekwalificeerd     | Niet gekwalificeerd     | Niet gekwalificeerd     | Niet gekwalificeerd     |                         |

### ABCS-toernooi
| ABCS-toernooi overzicht | ABCS-toernooi overzicht | ABCS-toernooi overzicht | ABCS-toernooi overzicht | ABCS-toernooi overzicht | ABCS-toernooi overzicht | ABCS-toernooi overzicht | ABCS-toernooi overzicht | ABCS-toernooi overzicht |
| Jaar                    | Ronde                   | Wed.                    | W                       | G                       | V                       | DV                      | DT                      |                         |
| ----------------------- | ----------------------- | ----------------------- | ----------------------- | ----------------------- | ----------------------- | ----------------------- | ----------------------- | ----------------------- |
| 2010                    | Derde                   | 2                       | 0                       | 1                       | 1                       | 3                       | 6                       |                         |
| 2011                    | Tweede                  | 2                       | 0                       | 2                       | 0                       | 2                       | 2                       |                         |
| 2012                    | Kampioen                | 2                       | 2                       | 0                       | 0                       | 4                       | 2                       |                         |
| 2013                    | Vierde                  | 2                       | 0                       | 0                       | 2                       | 1                       | 4                       |                         |
| 2015                    | Tweede                  | 2                       | 0                       | 1                       | 1                       | 0                       | 1                       |                         |

## FIFA-wereldranglijst[1]
| 1993 | 1994 | 1995 | 1996 | 1997 | 1998 | 1999 | 2000 | 2001 | 2002 | 2003 | 2004 | 2005 | 2006 | 2007 | 2008 | 2009 | 2010 | 2011 | 2012 | 2013 | 2014 | 2015 | 2016 | 2017 | 2018 |
| ---- | ---- | ---- | ---- | ---- | ---- | ---- | ---- | ---- | ---- | ---- | ---- | ---- | ---- | ---- | ---- | ---- | ---- | ---- | ---- | ---- | ---- | ---- | ---- | ---- | ---- |
| 165  | 173  | 171  | 181  | 177  | 180  | 191  | 184  | 185  | 189  | 195  | 198  | 200  | 198  | 201  | 193  | 198  | 199  | 164  | 151  | 170  | 129  | 115  | 160  | 179  | 187  |

## Selectie
Bijgewerkt tot en met 18 november 2024 tegen  Sint Maarten in de CONCACAF Nations League.
| Nr.         | Naam                 | Wed. | Dlpnt. | Club                |
| ----------- | -------------------- | ---- | ------ | ------------------- |
| Doel        |                      |      |        |                     |
| 1           | Matthew Lentink      | 19   | 0      | VV GOES             |
| 23          | Josthan Maduro       | 1    | 0      | SV Britannia        |
| Verdediging |                      |      |        |                     |
| 2           | Tyrese Gijsbertha    | 5    | 0      | Jong Twente         |
| 3           | Nickenson Paul       | 33   | 0      | SV Dakota           |
| 4           | Darryl Bäly          | 9    | 1      | FC Lisse            |
| 5           | Kymani Nedd          | 12   | 0      | Jong Excelsior      |
| 12          | Mark Jacobs          | 16   | 0      | Clubloos            |
| 13          | Edhyon Hersilia      | 0    | 0      | SV Britannia        |
| 16          | Shivay Wadhwani      | 4    | 0      | AVV Zeeburgia       |
| Middenveld  |                      |      |        |                     |
| 6           | Rovien Ostiana       | 13   | 7      | RKAVV               |
| 8           | Walter Bennett       | 23   | 1      | SC Feyenoord        |
| 10          | Franklin Lewis       | 9    | 0      | Koninklijke HFC     |
| 14          | Dimaggio Senchi      | 4    | 0      | AFC '34             |
| 15          | Edward Clarissa      | 12   | 0      | VV DUNO             |
| 20          | Isaï Marselia        | 9    | 1      | Sporting Khalsa     |
| 22          | Ethan Tromp          | 5    | 0      | SV Britannia        |
| Aanval      |                      |      |        |                     |
| 7           | Tyron Perret Gentil  | 6    | 1      | Jong Almere City    |
| 9           | Javier Jiménez       | 14   | 2      | Schwarz-Weiß Rehden |
| 11          | Jesus Peñate Huguett | 1    | 0      | VV Nieuwenhoorn     |
| 17          | Jayden Kruydenhof    | 8    | 0      | Jong Cambuur        |
| 19          | Conner van Kilsdonk  | 2    | 0      | Jong N.E.C.         |
| 21          | Terick Monsanto      | 1    | 0      | Clubloos            |

## Trainers
- René Notten (1995)
- Ángel Botta (1996)
- Marco Rasmijn (2000)
- Azing Griever (2004–2006)
- Marcelo Muñoz (2004, 2008–2010)
- Epi Albertus (2010– 2012)
- Giovanni Franken (2013-2015)
- Rini Coolen (2015, a.i.)
- Martin Koopman (2017-2019)
- Stanley Menzo (2021-2022)

AVB · A-internationals · Arubaans vrouwenelftal · Olympisch elftal
Amerikaanse Maagdeneilanden ·
Antigua en Barbuda ·
Barbados ·
Bermuda ·
Britse Maagdeneilanden ·
Cambodja ·
Canada ·
Costa Rica ·
Cuba ·
Curaçao ·
Dominica ·
Dominicaanse Republiek ·
El Salvador ·
Grenada ·
Guam ·
Guyana ·
Haïti ·
Jamaica ·
Kaaimaneilanden ·
Montserrat ·
Nederlandse Antillen ·
Panama ·
Puerto Rico ·
Saint Kitts en Nevis ·
Saint Lucia ·
Saint Vincent en de Grenadines ·
Suriname ·
Turks- en Caicoseilanden ·
Venezuela